# Зоря (Давлекановський район)
Зоря́ (рос. Заря, башк. Заря) — присілок у складі Давлекановського району Башкортостану, Росія. Входить до складу Бік-Кармалинської сільської ради.
Населення — 65 осіб (2010; 78 в 2002).
Національний склад:
- татари — 72 %